# くぱぁ
くぱぁ（くぱ）は、女性器を指などで拡げ、膣内を見せる行為を指す擬態語、もしくは擬音語である。押し拡げられた陰唇内からはその女性の尿道口や膣口が露わとなり、場合によっては膣内の様子までもが披露され、男性の性的興奮を強く誘う。女性器だけではなく、肛門を広げる際や、股間を広げM字開脚の体勢になるシーンなどにも用いられることがある。主に成人向け漫画の表現やアダルトビデオのタイトルなどで登場する。

## 言葉の歴史
この語は、1991年に刊行された藤田和日郎の漫画『うしおととら』4巻の時点で登場することが分かっているが、この時点では口を開ける妖怪のコマに対して用いられていた。書籍『エロマンガ表現史』（太田出版）を著した稀見理都によれば、1990年代の成人向け漫画では女性器あるいは股間を広げる際の擬音語として「くぱぁ」、あるいはそれに準じた表現の使用例が既に確認されている。しかし、1980年代から90年代にかけては、そのような場面に対して様々な擬音語（ロリコン漫画家として知られる内山亜紀が用いた「まん!!」など）が宛てがわれる状況であった。
稀見によれば、日本では主に2000年付近から「くぱぁ」の登場機会が増えたとされている。これについては、成人向け漫画における性器表現の規制が緩和され、アダルトメディアで女性優位な性的表現が増加したことが影響したと同氏は主張している。その後、漫画家のあかざわREDが自身の作品の中で頻繁に「くぱぁ」を用いたことをきっかけに、2006年頃からこの語が広く普及したと稀見は述べている。
また、西青子によれば、胸の谷間や肛門を開くときなどにも使われているインターネットスラングとなっており、9月8日は語呂合わせで『くぱぁの日』とされているという。

## 受容
上記のように成人向け漫画で広まった「くぱぁ」といった表現を少年誌に採用した例として、矢吹健太朗・長谷見沙貴による漫画作品『To LOVEる -とらぶる- ダークネス』が挙げられる。特に、同作15巻に収録された「Power and Power〜儚き闘争〜」では、主人公がヒロインの女性器を広げる様子を「くぱぁ」の語なしにふきだしの形で表現している。
英語圏では、日本の成人向け漫画で登場する「くぱぁ」に対する翻訳語として「Spread」が利用されることがある。
そのほか、2016年度のスカパー!アダルト放送大賞にて設けられた「アダルト流行語大賞」部門では「くぱぁ」がノミネートされたが、受賞には至っていない。